# Dom im. Wojciecha Sawickiego w Warszawie
Dom im. Wojciecha Sawickiego – zabytkowy budynek znajdujący się przy ul. Zagórnej 3 w Warszawie.

## Opis
Dom został wzniesiony w 1915 z inicjatywy dyrektora Banku Handlowego w Warszawie Wojciecha Sawickiego z przeznaczeniem na sierociniec dla ubogich dzieci (przede wszystkim dziewcząt) z Powiśla. Pierwotnie miał adres Zagórna 9, jego numer zmieniono po II wojnie światowej. 
Secesyjny budynek przypominający wielkomiejską kamienicę został przykryty mansardowym dachem. Trzy piętra i użytkowe poddasze zostały ujęte dwoma zryzalitowanymi pionami klatek schodowych. Na fasadzie umieszczono dwie, zachowane do dzisiaj, tablice: z napisem Dom Imienia Wojciecha Sawickiego 1915 oraz z wierunkiem Matki Boskiej Częstochowskiej. 
Od 1919 w podarowanym przez Wojciecha Sawickiego magistratowi budynku mieściła się Szkoła Powszechna nr 29. Była ona uważana za jedną z najlepszych szkół w mieście. Dojeżdżali do niej uczniowie z innych dzielnic i spoza Warszawy, m.in. w latach 1930–1931 jej uczniem był Jan Bytnar (dojeżdżając z Piastowa). Obok budynku znajdowało się boisko szkolne. 
W 1940 nieruchomość została zajęta przez zmotoryzowaną jednostkę Wehrmachtu. 
W sierpniu 1944 w czasie powstania warszawskiego ulica Zagórna znalazła się na terenie opanowanym przez Polaków, a w budynku zorganizowano szpital powstańczy (szpital polowy nr 2). Jego organizatorem i komendandantem był chirurg dr Jerzy Nowakowski. 16 września 1944, w czasie pacyfikacji Czerniakowa, Niemcy wtargnęli do budynku, w którym znajdowało się ok. 200 rannych. Chorych mogących chodzić oraz grupę ciężko rannych kobiet poprowadzono do al. Szucha, gdzie dokonano egzekucji młodych mężczyzn. Spośród ok. 80 rannych, którzy pozostali w budynku, wielu zamordowano w piwnicach oraz na rogu ulic Czerniakowskiej i Górnośląskiej. W częściowo opróżnionym budynku urządzono szpital dla rannych Niemców. 
Uszkodzony budynek przetrwał wojnę. Po 1945 mieściły się tam kolejno: szkoła, Dom Dziecka nr 10, Instytut Badań nad Młodzieżą oraz Instytut Badań Problemów Młodzieży. 
Od 1991 nieruchomość znajduje się w trwałym zarządzie Kancelarii Sejmu. Mieści się w nim Biuro Ekspertyz i Oceny Skutków Regulacji i Wydział Wydawnictwa Sejmowego Biura Komunikacji Społecznej. W tym samym roku budynek został wpisany do rejestru zabytków.
W 2018 na działce przylegającej do nieruchomości od strony wschodniej i południowej powstał budynek hotelu Ibis Styles Warszawa Centrum.

## Galeria

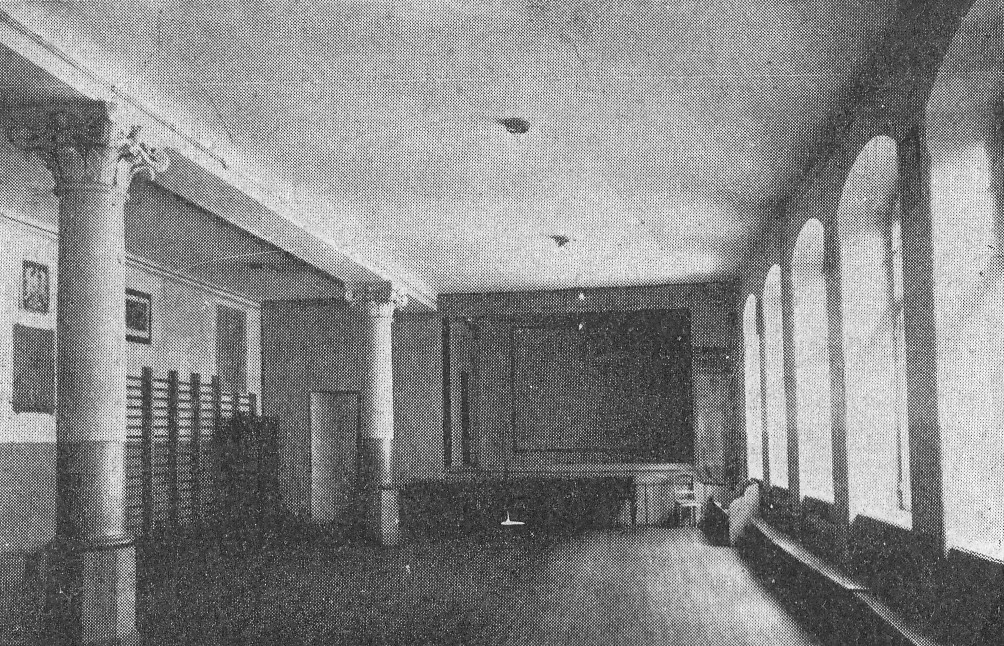
Sala gimnastyczna w Szkole Powszechnej nr 29 w latach 20. XX wieku
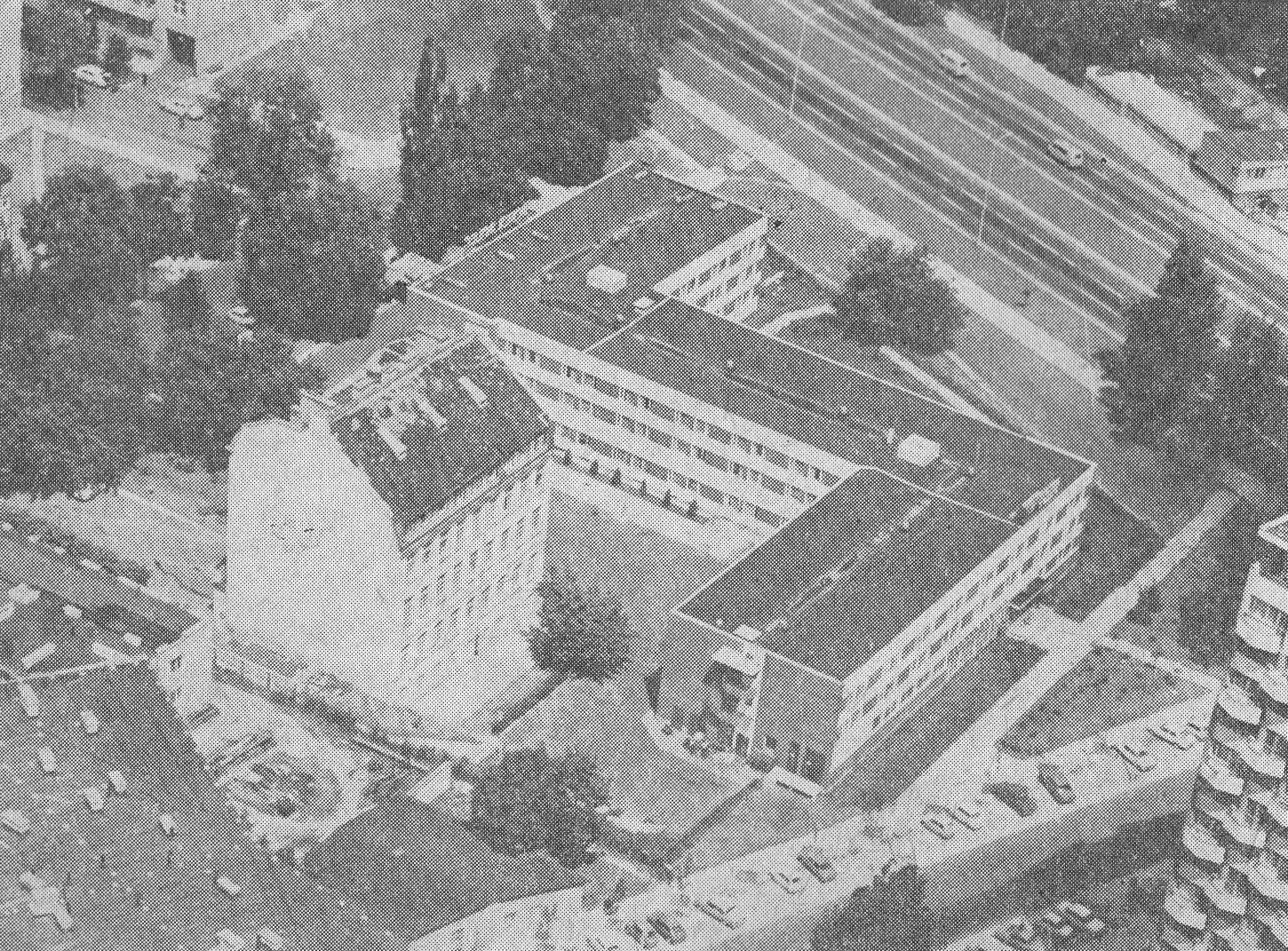
Dom im. Wojciecha Sawickiego i hotel „Solec” (1983)
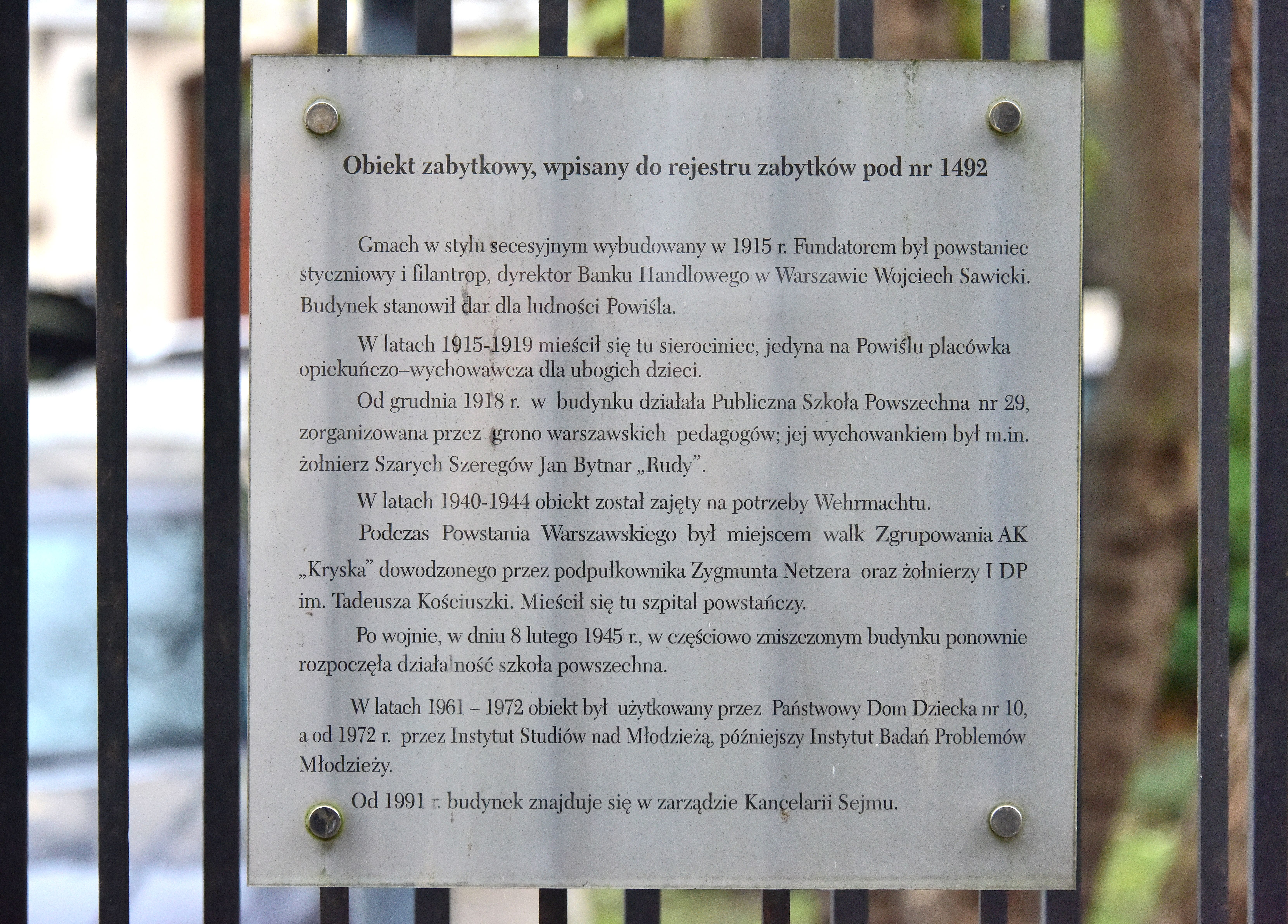
Tablica informacyjna na ogrodzeniu od strony ul. Zagórnej
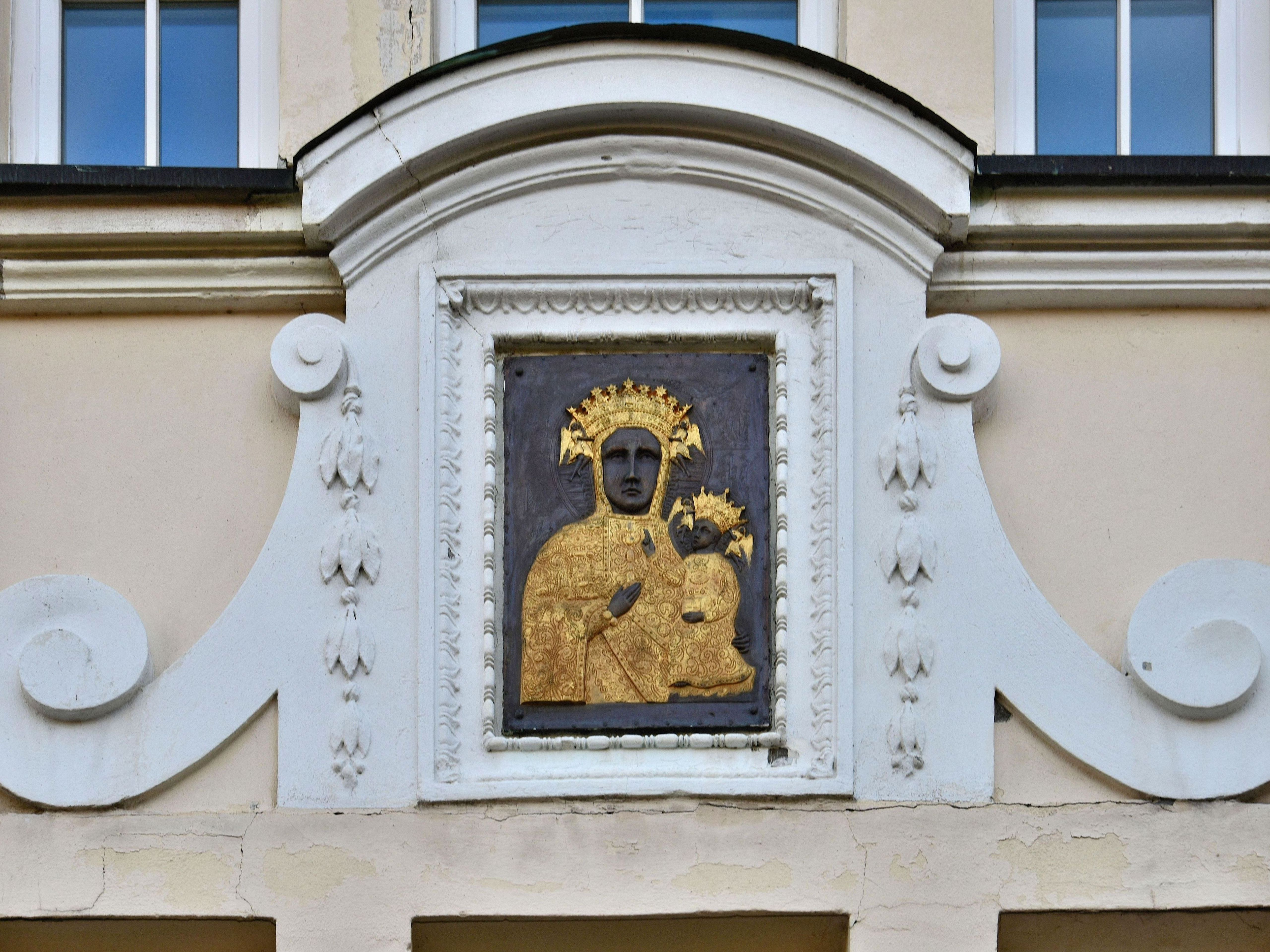
Tablica na fasadzie z wizerunkiem Matki Boskiej Częstochowskiej
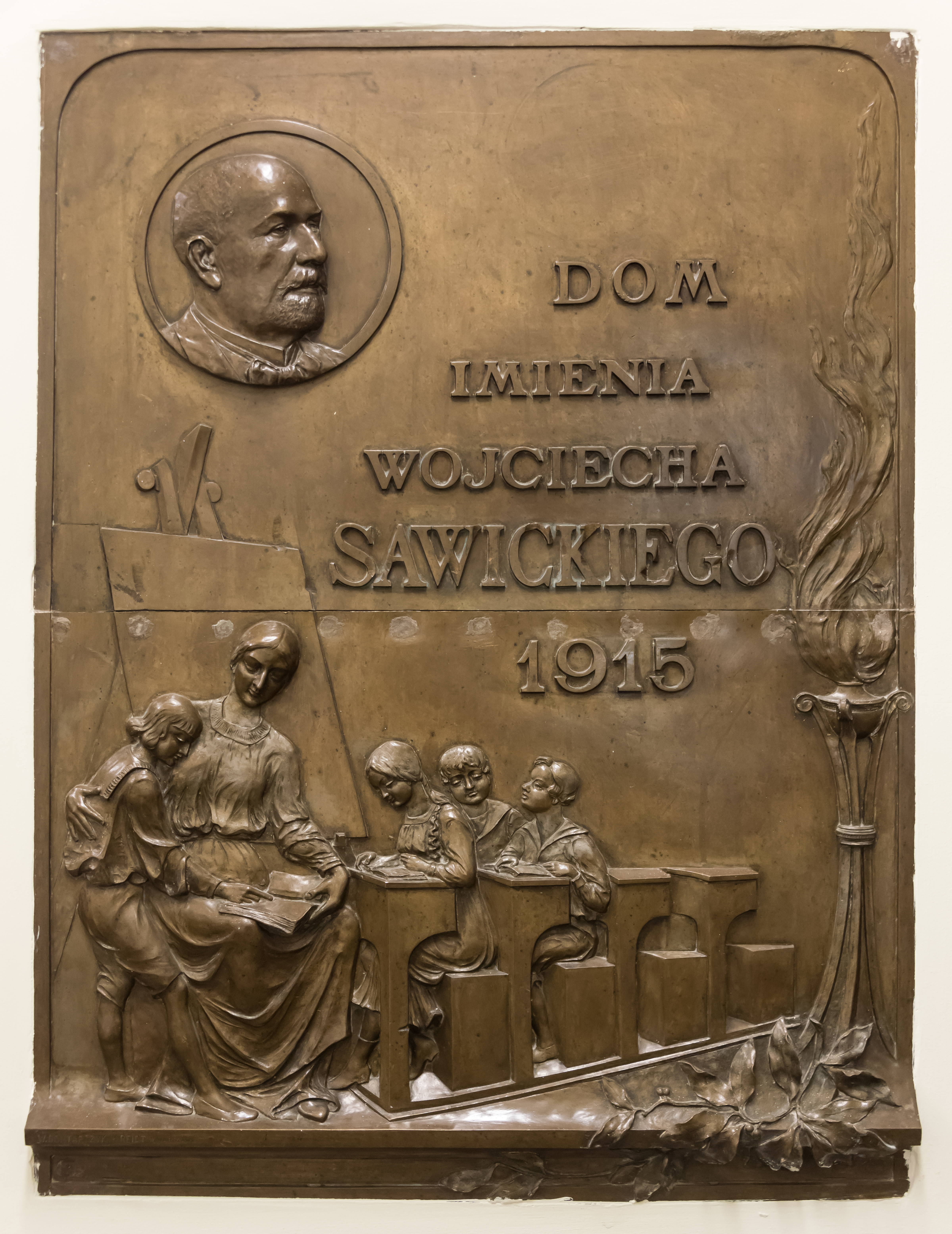
Tablica pamiątkowa na parterze budynku